# Jules Comte
Pour les articles homonymes, voir Comte (homonymie).
Jules Comte, né le 17 octobre 1846 à Paris et mort le 14 décembre 1912 dans la même ville, est un historien de l'art et haut fonctionnaire français. Il eut de nombreuses responsabilités telles que de participer à la restauration du Château de Versailles, du Domaine national de Saint-Cloud et à l'agrandissement de la Bibliothèque nationale (entre 1886 et 1901).

## Biographie
Il fait ses études au lycée Bonaparte (lycée Condorcet) et entre au ministère d'État en 1866.
En 1881, il devient inspecteur général des écoles des beaux-arts et en 1886 devient directeur des Bâtiments civils et des palais nationaux au Ministère de l'Instruction publique et des Beaux-Arts.
En 1895, il est promu commandeur de la Légion d'honneur. En 1896, il fonde La Revue de l'art ancien et moderne. Raymond Woog, peintre, prendra sa succession à sa mort.
Le 24 juillet 1909, il devient membre libre de l'Académie des beaux-arts au fauteuil d'Émile Michel.

## Publications
- Jules Comte, Tapisserie de Bayeux avec planches, Paris, J. Rothschild, 1878, 64 p. (OCLC 864117605)